# 150
150（百五十、ひゃくごじゅう）は自然数、また整数において、149の次で151の前の数である。

## 性質
- 150は合成数であり、約数は1, 2, 3, 5, 6, 10, 15, 25, 30, 50, 75, 150である。
  - 約数の和は372。
  - 34番目の過剰数である。1つ前は144、次は156。
- 48番目のハーシャッド数である。1つ前は144、次は152。
  - 6を基とする7番目のハーシャッド数である。1つ前は132、次は204。
- 1/150 = 0.006… (下線部は循環節で長さは1)
  - 逆数が循環小数になる数で循環節が1になる19番目の数である。1つ前は144、次は180。(オンライン整数列大辞典の数列 A070021)
- 1502 + 1 = 22501 であり、n 2 + 1 が素数になる28番目の数である。1つ前は146、次は156。
- 150 = 2 × 3 × 52
  - 3つの異なる素因数の積で p 2 × q × r の形で表せる7番目の数である。1つ前は140、次は156。(オンライン整数列大辞典の数列 A085987)
- 150 = 3! + 4! + 5!
  - 3連続階乗の和で表せる数である。1つ前は32、次は864。(参照オンライン整数列大辞典の数列 A054119)
- 150 = 52 × 6
  - n = 5 のときの n 2(n + 1) の値とみたとき1つ前は80、次は252。(オンライン整数列大辞典の数列 A011379)
  - n = 5 のときの 6n 2 の値とみたとき1つ前は96、次は216。(オンライン整数列大辞典の数列 A033581)
- 150 = 12 + 72 + 102 = 22 + 52 + 112 = 52 + 52 + 102
  - 3つの平方数の和3通りで表せる13番目の数である。1つ前は149、次は162。(オンライン整数列大辞典の数列 A025323)
- 150 = 12 + 72 + 102 = 22 + 52 + 112
  - 異なる3つの平方数の和2通りで表せる18番目の数である。1つ前は141、次は154。(オンライン整数列大辞典の数列 A025340)
- n = 150 のとき n と n + 1 を並べた数を作ると素数になる。n と n + 1 を並べた数が素数になる21番目の数である。1つ前は138、次は156。(オンライン整数列大辞典の数列 A030457)
- 正十二角形の内角は150°である。
  - 正 n 角形において内角が度数法で整数になる8番目の角度である。1つ前は144°、次は156°。(オンライン整数列大辞典の数列 A110546)
- 約数の和が150になる数は1個ある。(149) 約数の和1個で表せる33番目の数である。1つ前は138、次は158。
- 各位の和が6になる13番目の数である。1つ前は141、次は204。

## その他 150 に関連すること
- 150° = 5⁄6 π (rad) = 5⁄3 R である。これは正十二角形の内角に等しい。
- 西暦150年
- 紀元前150年
- 年始から数えて150日目は5月30日、閏年は5月29日。
- 150% = 1.5。このため、150は「1倍半」という意味で使われることがある。
- 西経150度線、東経150度線
- UFC 150
- 150mmファブリ臼砲
- セスナ 150
- La-150 (航空機)
- Ye-150 (航空機)
- フェラーリ・150°イタリア
- ミニモニ。の身長cm制限ライン（初期のみ）。
- 日本の通常国会の会期は150日である。ただしこれは延長することができる。
- 陸上競技の「世界最速決定戦」として、100メートル走世界記録保持者だったカナダのドノバン・ベイリー、200メートル走と400メートル走世界記録保持者であるアメリカのマイケル・ジョンソンの2人の間で150メートル走が行われたことがある。
- 『ピンク・レディー汗と涙の大晦日150分!!』は、1978年（昭和53年）12月31日に放送された番組。
- 『GLAY×HOKKAIDO 150 GLORIOUS MILLION DOLLAR NIGHT Vol.3』は、GLAYのライブDVD及びBlu-ray。
- 『スタジオ150』は、ポール・ウェラーのアルバム。
- 『BPM 150MAX』は、TWO-MIXのアルバム。
- 第150代ローマ教皇はベネディクトゥス9世（在位：1047年～1048年。三度目の復位で、8ヶ月間の在位期間だった。）である。
- 日本の鉄道創業時の1号蒸気機関車は、後に150形と称した。
- 150形を称する鉄道車両。